# 버나드 윌리엄스
버나드 아서 오웬 윌리엄스 경(영어: Bernard Williams, 1929년 9월 21일 ~ 2003년 6월 10일)은 영국의 철학자이다.
윌리엄스는 옥스퍼드 대학에서 교육을 받았다. 1950년대 동안 그는 공군에서 복무했다. 1967년 케임브리지 대학의 교수로 임명되었다. 1988년부터 2003년까지 버클리 캘리포니아 대학의 철학과 교수, 1990년부터 1996년까지 옥스포드 대학의 도덕 철학 교수였다.
1955년 윌리엄스는 셜리 캐틀린과 결혼하였고, 셜리 윌리엄스는 영국의 저명한 정치인이 되었다.
윌리엄스는 어떤 윤리적 이론이나 체계를 제시하지 않았다. 몇몇 해설자들은 그가 그의 지지자들의 관점에서 볼 때, 그가 주로 비판자였다고 언급했다. 윌리엄스는 도덕 실재론자가 아니었다. 과학적 지식과 달리 윤리적 판단은 한 관점에 달려 있다는 것이다.
그는 칸트의 정언 명령적 윤리에 대한 비판자였으며, 공리주의 윤리에 대한 비판자였다. 윌리엄스에 따르면, 칸트의 《윤리 형이상학 정초》에서의 윤리학은 합리적으로 생각하는 것과 합리적으로 행동하는 것을 구별하지 못하였기에 잘못되었다. 또한 윌리엄스는 공리주의가 개인 온전성을 침해하여, 인간을 소외시킨다고 주장하였다.